# Малая грудная мышца
Малая грудная мышца (лат. musculus pectoralis minor) — небольшая мышца треугольной формы, расположенная в верхней части груди под большой грудной мышцей.

## Строение
Берёт начало от третьего — пятого ребер (иногда I—VI), идет косо вверх и латерально, прикрепляется к клювовидному отростку лопатки (этот отросток легко пропальпировать на 1 см ниже ключицы, кнутри от головки плечевой кости), проходит в непосредственной близости от плечевого сплетения, подключичной артерии и вены, с чем связано возникновение некоторых заболеваний.
Иннервируется латеральным грудным нервом от корешков С8 и Тh1.

## Функция
Тянет лопатку вперед, вниз и внутрь, поднимает ребра. Синергистами являются большая грудная мышца (опускание плеча, оттягивание лопатки и ротации её наружного угла вниз) и широчайшая мышца спины (опускает плечо).
Антагонисты — ромбовидная мышца и нижняя часть трапециевидной.
Также является дополнительной мышцей вдоха совместно с мышцей, поднимающей лопатку, трапециевидной, грудино-ключично-сосцевидной и лестничными мышцами (совместное поднимание ребер при фиксированной лопатке).

## Патология
Туннельный синдром малой грудной мышцы (синдром Райта — Мендловича) может возникать при её гипертонусе и укорочении. Патологически измененная мышца передавливает сосудисто-нервный пучок, проходящий в непосредственной близости от неё. Причинами этого синдрома чаще всего выступают повышенные мышечные нагрузки и частые повторяющиеся движения с отведением руки в сторону и ротацией наружу, из-за чего волокна мышцы надрываются, и происходит её повреждение с последующим гипертонусом, укорочением и гипертрофией.
Симптомы включают боли в груди в проекции мышцы, отдающие в плечо и кисть в пальцы, также парестезии по ходу конечности. Диагностируется синдром на основании специфических тестов врачом-неврологом или специалистом скелетно-мышечной медицины (мануальной терапии). В лечении используются методы новокаинизации, ПИР, миофасциального релизинга и лечение положением.

## Галерея

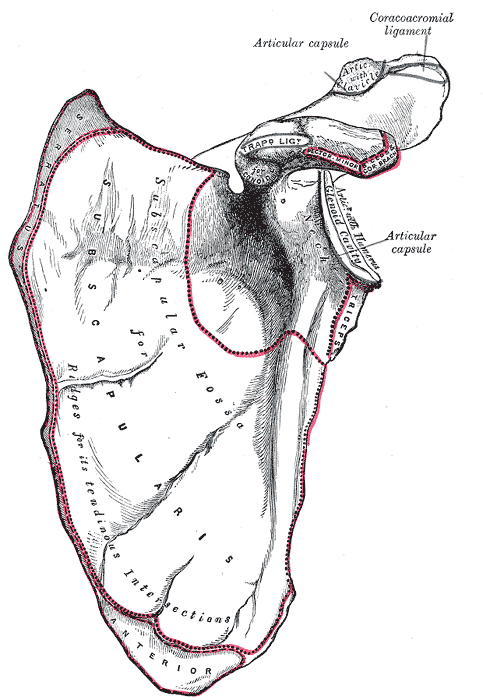
Левая лопатка, вид спереди
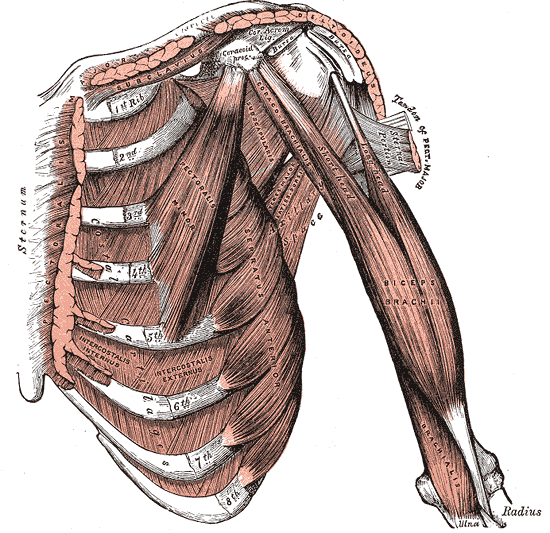
Глубокие мышцы груди, передней поверхности плеча и подмышечной впадины
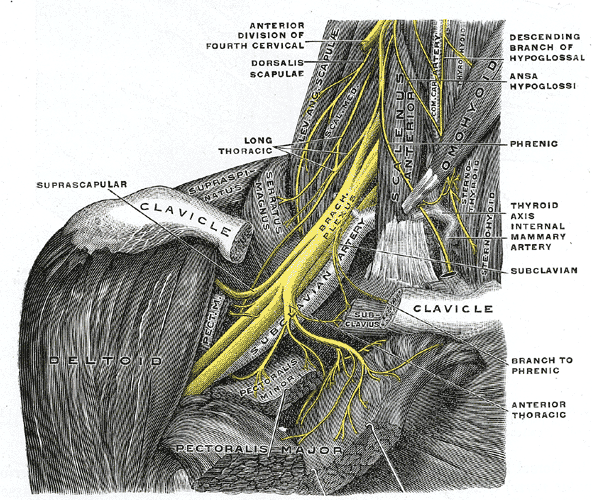
Правое плечевое сплетение, вид спереди